# Мировой тур по пляжному волейболу 2011
Мировой тур по пляжному волейболу 2011 — цикл международных соревнований по пляжному волейболу.
Тур состоит из 12 смешанных турниров, 3 женских и 2 мужских турниров.

## Календарь и результаты
| Чемпионат мира |
| Большой шлем   |
| Прочие турниры |

### Женский тур
| Дата              | Турнир                                   | Место             | Золото               | Серебро              | Бронза               |
| ----------------- | ---------------------------------------- | ----------------- | -------------------- | -------------------- | -------------------- |
| 17 — 22 апреля    | Открытый чемпионат Бразилии              | Бразилиа          | Ларисса — Жулиана    | Уолш — Мэй-Трейнор   | Кэсси — Росс         |
| 26 апреля — 1 мая | Olympic Bay Sanya Open                   | Санья             | Ларисса — Жулиана    | Сюэ — Чжань Си       | Антонелли — Талита   |
| 3 — 8 мая         | China Shanghai Jinshan Open              | Шанхай            | Ван Иерсель — Кейзер | Кэсси — Росс         | Швайгер — Швайгер    |
| 17 — 22 мая       | Myslowice Open                           | Мысловице         | Ван Иерсель — Кейзер | Чиколари — Менегатти | Кэсси — Росс         |
| 6 — 11 июня       | Beijing Grand Slam                       | Пекин             | Уолш — Мэй-Трейнор   | Хольтвик — Земмлер   | Кэсси — Росс         |
| 13 — 19 июня      | World Championships                      | Рим               | Ларисса — Жулиана    | Уолш — Мэй-Трейнор   | Сюэ — Чжань Си       |
| 27 июня — 2 июля  | ConocoPhillips Grand Slam Stavanger 2011 | Ставангер         | Кэсси — Росс         | Голлер — Людвиг      | Ларисса — Жулиана    |
| 4 — 9 июля        | 1 to 1 Energy Grand Slam                 | Гштад             | Ларисса — Жулиана    | Сюэ — Чжань Си       | Чиколари — Менегатти |
| 11 — 16 июля      | Moscow Grand Slam                        | Москва            | Уолш — Мэй-Трейнор   | Ларисса — Жулиана    | Сюэ — Чжань Си       |
| 19 — 24 июля      | Québec Open Jeep 2011                    | Квебек            | Антонелли — Талита   | Мария Клара — Кароль | Лима — Вивиан        |
| 25 — 30 июля      | Mazury Orlen Grand Slam                  | Старе-Яблонки     | Ларисса — Жулиана    | Кэсси — Росс         | Антонелли — Талита   |
| 1 — 6 августа     | A1 Grand Slam presented by Volksbank     | Клагенфурт        | Уолш — Мэй-Трейнор   | Сюэ — Чжань Си       | Ван Иерсель — Кейзер |
| 15 — 20 августа   | Paf Open                                 | Аландские острова | Сюэ — Чжань Си       | Уолш — Мэй-Трейнор   | Ларисса — Жулиана    |
| 23 — 28 августа   | HP Beach Open                            | Гаага             | Ларисса — Жулиана    | Уолш — Мэй-Трейнор   | Антонелли — Талита   |
| 1 — 6 ноября      | Phuket Thailand Open powered by PTT      | Пхукет            | Сюэ — Чжань Си       | Кэсси — Росс         | Чиколари — Менегатти |

### Мужской тур
| Дата             | Турнир                                   | Место             | Золото               | Серебро              | Бронза               |
| ---------------- | ---------------------------------------- | ----------------- | -------------------- | -------------------- | -------------------- |
| 18 — 23 апреля   | Открытый чемпионат Бразилии              | Бразилиа          | Роджерс — Далхауссер | Эмануэль — Алисон    | Сюй — Ву             |
| 2 — 7 мая        | China Shanghai Jinshan Open              | Шанхай            | Роджерс — Далхауссер | Гибб — Розенталь     | Бринк — Рекерманн    |
| 17 — 22 мая      | Prague Open                              | Прага             | Эмануэль — Алисон    | Роджерс — Далхауссер | Хейер — Шевалье      |
| 6 — 11 июня      | Beijing Grand Slam                       | Пекин             | Эмануэль — Алисон    | Бринк — Рекерманн    | Беллагуарда — Хойшер |
| 13 — 19 июня     | World Championships                      | Рим               | Эмануэль — Алисон    | Араужо — Сантуш      | Бринк — Рекерманн    |
| 28 июня — 3 июля | ConocoPhillips Grand Slam Stavanger 2011 | Ставангер         | Араужо — Сантуш      | Фиялек — Прудель     | Бринк — Рекерманн    |
| 5 — 10 июля      | 1 to 1 Energy Grand Slam                 | Гштад             | Эмануэль — Алисон    | Роджерс — Далхауссер | Бринк — Рекерманн    |
| 12 — 17 июля     | Moscow Grand Slam                        | Москва            | Эмануэль — Алисон    | Беллагуарда — Хойшер | Роджерс — Далхауссер |
| 19 — 24 июля     | Québec Open Jeep 2011                    | Квебек            | Роджерс — Далхауссер | Фюрбрингер — Люсена  | Гибб — Розенталь     |
| 26 — 31 июля     | Mazury Orlen Grand Slam                  | Старе-Яблонки     | Роджерс — Далхауссер | Фиялек — Прудель     | Эмануэль — Алисон    |
| 2 — 7 августа    | A1 Grand Slam presented by Volksbank     | Клагенфурт        | Кунья — Сантуш       | Бринк — Рекерманн    | Роджерс — Далхауссер |
| 16 — 21 августа  | Paf Open                                 | Аландские острова | Араужо — Сантуш      | Роджерс — Далхауссер | Эмануэль — Алисон    |
| 23 — 28 августа  | HP Beach Open                            | Гаага             | Кунья — Сантуш       | Нуммердор — Схайл    | Семёнов — Кошкарёв   |
| 4 — 9 октября    | Morocco Open                             | Агадир            | Нуммердор — Схайл    | Бринк — Рекерманн    | Педро — Феррамента   |

## Медальный зачёт
| Место | Страна     | Золото | Серебро | Бронза | Всего |
| ----- | ---------- | ------ | ------- | ------ | ----- |
| 1.    | Бразилия   | 16     | 4       | 9      | 29    |
| 2.    | США        | 8      | 12      | 6      | 26    |
| 3.    | Нидерланды | 3      | 1       | 1      | 5     |
| 4.    | Китай      | 2      | 3       | 3      | 8     |
| 5.    | Германия   | 0      | 5       | 4      | 9     |
| 6.    | Польша     | 0      | 2       | 0      | 2     |
| 7.    | Швейцария  | 0      | 1       | 2      | 3     |
| 8.    | Италия     | 0      | 1       | 2      | 3     |
| 9.    | Австрия    | 0      | 0       | 1      | 1     |
| 10.   | Россия     | 0      | 0       | 1      | 1     |